# Bub
La Bub era una fabbrica tedesca di giocattoli e modelli in scala ridotta di automobili e treni. Chiuse definitivamente nel 1966.
L'azienda nacque a Norimberga nel 1851 ad opera di Karl Bub con lo scopo di produrre giocattoli. 
Dal 1905 vennero prodotte macchinine e trenini giocattolo e antecedentemente alla prima guerra mondiale anche ferrovie elettriche.
Dopo la fine della guerra fu creato un impianto a Aylesbury, nel Regno Unito, in collaborazione con la Tip & Co., produttore di giocattoli di Norimberga; l'impianto produsse giocattoli per il mercato britannico fino allo scoppio della seconda guerra mondiale, nel 1939.
Negli anni venti e trenta, l'azienda fu uno dei più importanti produttori tedeschi di giocattoli con una significativa quota di mercato.
Nel 1932 la Bob rilevò gli impianti di produzione della concorrente Bing finita in bancarotta. 
Durante la seconda guerra mondiale, la fabbrica Bob di Norimberga fu completamente distrutta.
Dopo la fine della guerra fu interamente ricostruita provando dal 1948 in poi a costruire una gamma di ferrovie elettriche in scala S (1:64). Uno dei modelli più prestigiosi fu la riproduzione della locomotiva a vapore BR 05 tuttavia la domanda del mercato tedesco rimase molto al disotto delle aspettative. Il programma fu  completamente interrotto nel 1958 e venne iniziata la produzione di più economiche ferrovie giocattolo di latta in scala 0 e infine H0. La produzione ebbe scarso successo commerciale e venne infine interrotta nel 1966; la società venne sciolta.